# Intoxicated
Singles de Martin Solveig, GTA
Hey Now
(2013) +1
(2015)
Intoxicated est une chanson du disc jockey français Martin Solveig et du groupe GTA, sortie le 19 janvier 2015 sur Beatport puis sur iTunes. Le titre sort sur le label néerlandais Spinnin' Deep.
Intoxicated marque le retour du disc jockey français sur la scène internationale après près de deux ans d'absence.

## Liste des pistes
| 1. | Intoxicated (Original Mix) | 4:17 |

| 1. | Intoxicated (Zeds Dead Remix)                | 4:03 |
| 2. | Intoxicated (Wiwek Remix)                    | 4:19 |
| 3. | Intoxicated (Sleepy Tom Remix)               | 4:20 |
| 4. | Intoxicated (Arkadiian & Whiiite Remix 2015) | 4:25 |
| 5. | Intoxicated (Dj Fresh Remix)                 | 4:39 |

## Classement hebdomadaire
| Classement                              | Meilleure position |
| --------------------------------------- | ------------------ |
| Allemagne (Media Control AG)            | 11                 |
| Autriche (Ö3 Austria Top 40)            | 23                 |
| Belgique (Flandre Ultratop 50 Singles)  | 6                  |
| Belgique (Wallonie Ultratop 50 Singles) | 8                  |
| France (SNEP)                           | 15                 |
| Pays-Bas (Nederlandse Top 40)           | 11                 |
| Royaume-Uni (UK Singles Chart)          | 5                  |
| Suisse (Schweizer Hitparade)            | 33                 |

## Certification
| Région                                                                                                 | Certification | Ventes/Streams |
| --- | ------------- | -------------- |
| Belgique (BEA)                                                                                         | Platine       | 20 000*        |
| *Ventes selon la certification ^Mise en rayon selon la certification xNon précisé par la certification |               |                |